# Daphnia retrocurva
Daphnia retrocurva är en kräftdjursart som beskrevs av Forbes 1882. Daphnia retrocurva ingår i släktet Daphnia och familjen Daphniidae. Inga underarter finns listade i Catalogue of Life.